# Франсин Смит
Франсин Смит е една от главните герои в анимационния телевизионен сериал Американски баща. Тя е съпругата на Стан Смит и майка на Стиви и Хейли. Гласът на Франсин е създаден от Уенди Шаал.

### Биография
Франсин е била осиновена от китайско семейство с американски пройзход когато била малка. Тя е била изоставена на летище от истинските си родители, защото не им било позволено да се возят в първа класа с бебе. Нейните осиновители имали и биологична дъщеря, Гуен, която се предполога че е много красива, но глупава. Когато Франсин била на 14 години тя си харесвала учителя по алгебра, господин Фини. Тя била толкова вманиячена в него, че тя се скрила в неговия гардероб, режейки се и подушвайки тениските му. Жената му когато я открила се обадила в полицията. Франскин ги излъгала и казала, че тя и господин Фини били любовници. Той бил изпратен в затвора където се и самоубил. През остатъка на гимназията било казано, че била „много депресирана“ докато един ден намерила чудото – марихуана
Франсин се срещнала с бъдещия си съпруг Стан когато пътувала на автостоп. След като те пътували малко след като Стан я качил той случайно блъснал миеща мечка. Той го застрелял за да го избави от страданията му. Тя сметнала че това е най-състрадателното нещо, което е виждала някога. Те се срещнали няколко пъти и много скоро се оженили.

### Здраве
Франсин е страдала от мозъчна травма. Стан веднъж я прегази от което последства мозъка и да се отдели от централната и нервна система. Той също случаино изтрил 20 години от живота и, но успял да ги възтънови. Франсин също си отрязала ръката когато била заключена с белезници за кол за да може да убие Джордж Кулни. Ръката по късно в серията е зашита обратно. Франсин има два белега един от цезарово сечение когато е родила Хейли а другият е на перинеумът и от раждането на Стив

### Възраст
Франскин е по принцип на 38, но впоследствие става на 40 в епизод 23 на сезон 1. Епизода започва с нейния 39 рожден ден и как тя се опитва да си отмъсти от Джордж Клуни за една година и епизода завършва с 40-ия и рожден ден.